# Pădina (gmina)
Pădina – gmina w Rumunii, w okręgu Mehedinți. Obejmuje miejscowości Biban, Iablanița, Olteanca, Pădina Mare, Pădina Mică i Slașoma. W 2011 roku liczyła 1469 mieszkańców.